# Stagione secca

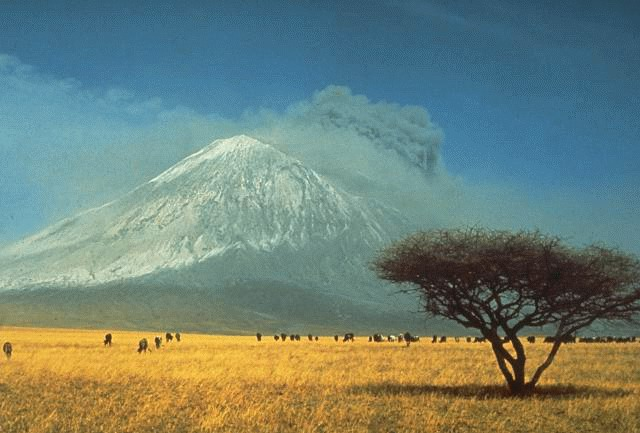
La savana nella stagione secca in Tanzania

La stagione secca è un periodo annuale di scarse precipitazioni nella zona tropicale in climatologia. Può essere sommariamente considerato come un periodo di circa sei mesi (l'equivalente di primavera ed estate nelle zone temperate, cioè all'incirca da aprile a ottobre) con bassa piovosità ed è contrapposta alla stagione delle piogge. 

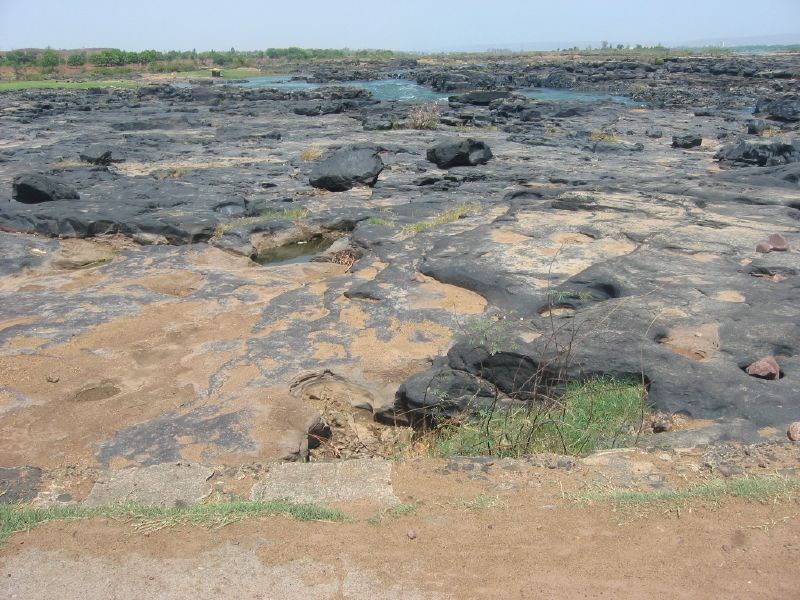
Veduta del fiume Niger, al culmine della stagione secca (Bamako, Mali)

Nella stagione secca, di fatto, la cintura di piogge si trova nell'emisfero settentrionale, mentre nelle zone tropicali si vive appunto la stagione secca. Secondo la classificazione dei climi di Köppen, per i climi tropicali, la stagione secca è definita come quel periodo in cui la precipitazione media è inferiore a 60 mm.
Durante questa stagione vi è un basso tasso di umidità e i fiumi tendono a prosciugarsi. A causa della mancanza di fonti di acqua, molti animali sono costretti a migrare verso zone più fertili. Inoltre, a causa della mancanza di acqua nelle piante, queste sono coinvolte in incendi.